# Paramesosella nigrosignata
Paramesosella nigrosignata är en skalbaggsart som beskrevs av Stefan von Breuning 1965. Paramesosella nigrosignata ingår i släktet Paramesosella och familjen långhorningar.
Artens utbredningsområde är Laos. Inga underarter finns listade i Catalogue of Life.